# Concistori di papa Paolo V

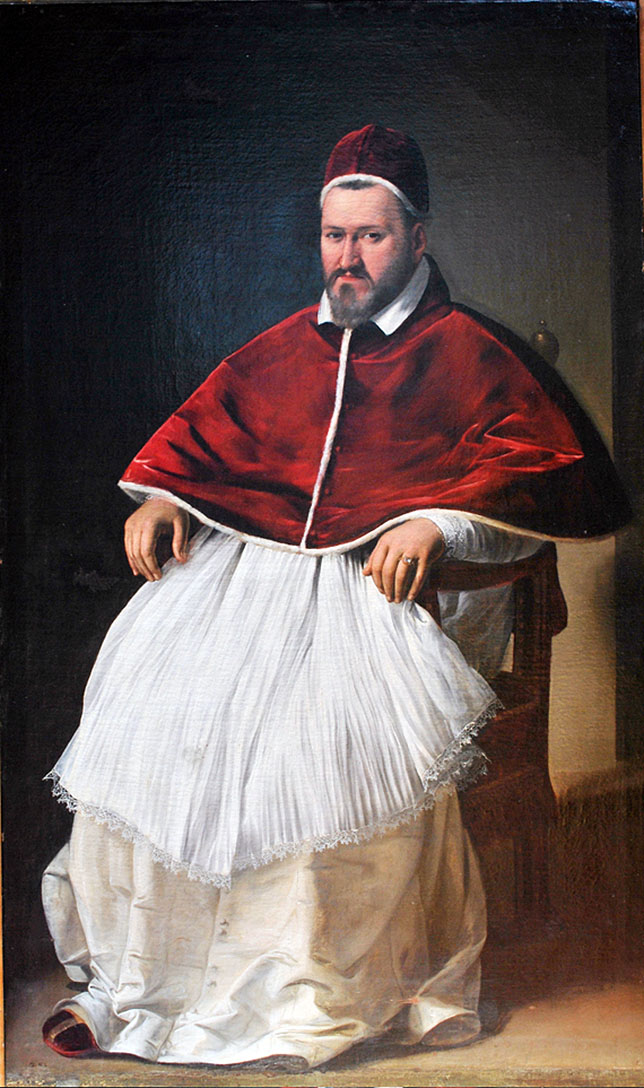
Papa Paolo V

Questa voce raccoglie l'elenco completo dei concistori per la creazione di nuovi cardinali presieduti da papa Paolo V, con l'indicazione di tutti i cardinali creati (60 nuovi cardinali in 10 concistori).
I nomi sono posti in ordine di creazione.

## 18 luglio 1605 (I)
- Scipione Caffarelli-Borghese, nipote di Sua Santità; creato cardinale presbitero di San Crisogono (morto nell'ottobre 1633)

## 11 settembre 1606 (II)
- Ludovico de Torres, arcivescovo di Monreale; creato cardinale presbitero di San Pancrazio fuori le mura (morto nel luglio 1609)
- Orazio Spinola, arcivescovo di Genova; creato cardinale presbitero di San Biagio dell'Anello (morto nel giugno 1616)
- Maffeo Barberini, arcivescovo titolare di Nazareth, nunzio apostolico in Francia; creato cardinale presbitero di San Pietro in Montorio (titolo ricevuto nel novembre 1607); poi eletto papa con il nome di Urbano VIII il 6 agosto 1623 (morto nel luglio 1644)
- Giovanni Garzia Millini, arcivescovo titolare di Colossi, nunzio apostolico in Spagna; creato cardinale presbitero dei Santi Quattro Coronati (titolo ricevuto nel gennaio 1608) (morto nell'ottobre 1629)
- Bartolomeo Ferratini, junior, vescovo di Amelia, Presidente del Tribunale della Segnatura Apostolica di Grazia; creato cardinale presbitero (morto nel novembre 1606, prima di ricevere il titolo)
- Bonifacio Caetani, vescovo di Cassano; creato cardinale presbitero di Santa Pudenziana (titolo ricevuto nel novembre 1607) (morto nel giugno 1617)
- Marcello Lante, cognato di Sua Santità, chierico della Camera Apostolica; creato cardinale presbitero dei Santi Quirico e Giulitta (morto nell'aprile 1652)
- Orazio Maffei, chierico della Camera Apostolica; creato cardinale diacono di San Giorgio in Velabro (morto nel gennaio 1609)

## 10 dicembre 1607 (III)
- Ferenc Forgách, arcivescovo di Strigonio; creato cardinale presbitero (morto nell'ottobre 1615, senza essersi mai recato a Roma per ricevere il titolo)
- François de La Rochefoucauld, vescovo di Clermont; creato cardinale presbitero di San Callisto (titolo ricevuto nel febbraio 1610) (morto nel febbraio 1645)
- Jerónimo Xavierre, O.P., maestro generale del suo Ordine; creato cardinale presbitero (morto nel settembre 1608, senza essersi mai recato a Roma per ricevere il titolo)
- Maurizio di Savoia, chierico sabaudo; creato cardinale diacono di Santa Maria Nuova (diaconia ricevuta nel marzo 1621); rinuncia al cardinalato per motivi matrimoniali nell'agosto 1642 (ratifica papale nell'aprile 1643) (morto nell'ottobre 1657)
- Ferdinando Gonzaga, figlio di Vincenzo I, duca di Mantova; creato cardinale diacono di Santa Maria in Domnica (diaconia ricevuta nel febbraio 1610); rinuncia al cardinalato nell'ottobre 1613, una volta divenuto duca di Mantova (ratifica papale nel novembre 1615) (morto nell'ottobre 1626)

## 24 novembre 1608 (IV)
- Michelangelo Tonti, arcivescovo titolare di Nazareth; creato cardinale presbitero di San Bartolomeo all'Isola (morto nell'aprile 1622)
- Fabrizio Verallo, parente di papa Urbano VII, vescovo di San Severo; creato cardinale presbitero di Sant'Agostino (morto nel novembre 1624)
- Giambattista Leni, parente di Sua Santità, vescovo di Mileto; creato cardinale presbitero di San Sisto (morto nel novembre 1627)
- Lanfranco Margotti, segretario particolare di papa Clemente VIII, protonotario apostolico; creato cardinale presbitero di San Callisto (morto nel febbraio 1611)
- Luigi Capponi, prelato papale, tesoriere della Camera Apostolica; creato cardinale diacono di Sant'Agata in Suburra (morto nell'aprile 1659)

## 17 agosto 1611 (V)
- Decio Carafa, arcivescovo titolare di Damasco, nunzio apostolico in Spagna; creato cardinale presbitero di San Lorenzo in Panisperna (titolo ricevuto nel maggio 1612) (morto nel gennaio 1626)
- Domenico Rivarola, arcivescovo titolare di Nazareth; creato cardinale presbitero dei Santi Silvestro e Martino ai Monti (morto nel gennaio 1627)
- Metello Bichi, vescovo emerito di Sovana, relatore della S.C. della Consulta; creato cardinale presbitero dei Santi Bonifacio e Alessio (morto nel giugno 1619)
- Jean de Bonsi, vescovo di Béziers, grande elemosiniere della Regina di Francia; creato cardinale presbitero di San Clemente (titolo ricevuto nel luglio 1615) (morto nel luglio 1621)
- Filippo Filonardi, vescovo di Aquino, vicelegato pontificio ad Avignone; creato cardinale presbitero di Santa Maria del Popolo (titolo ricevuto nel luglio 1614) (morto nel settembre 1622)
- Pier Paolo Crescenzi, uditore della Camera Apostolica; creato cardinale presbitero dei Santi Nereo e Achilleo (morto nel febbraio 1645)
- Giacomo Serra, tesoriere generale della Camera Apostolica; creato cardinale diacono di San Giorgio in Velabro (morto nell'agosto 1623)
- Orazio Lancellotti, uditore della Sacra Rota Romana; creato cardinale presbitero di San Salvatore in Lauro (morto nel dicembre 1620)
- Agostino Galamini, O.P., maestro generale del suo Ordine; creato cardinale presbitero di Santa Maria in Ara Coeli (titolo ricevuto nel novembre 1612) (morto nel settembre 1639)
- Gaspar de Borja y Velasco, arcidiacono capitolare della Cattedrale di Toledo (Spagna); creato cardinale presbitero di Santa Susanna (titolo ricevuto nel dicembre 1612) (morto nel novembre 1645)
- Felice Centini, O.F.M.Conv., procuratore generale del suo Ordine; creato cardinale presbitero di San Girolamo degli Schiavoni (titolo ricevuto nel settembre 1612) (morto nel gennaio 1641)

## 2 dicembre 1615 (VI)
- Francesco Vendramin, patriarca di Venezia; creato cardinale presbitero di San Giovanni a Porta Latina (titolo ricevuto nel novembre 1616) (morto nell'ottobre 1618)
- Luigi III di Guisa, arcivescovo eletto di Reims; creato cardinale presbitero (morto nel giugno 1621, senza essersi mai recato a Roma per ricevere il titolo)
- Roberto Ubaldini, vescovo di Montepulciano, nunzio apostolico in Francia; creato cardinale presbitero di San Matteo in Merulana (titolo ricevuto nell'aprile 1617) (morto nell'aprile 1635)
- Tiberio Muti, parente di Sua Santità, vescovo di Viterbo; creato cardinale presbitero di Santa Prisca (morto nell'aprile 1636)
- Gabriel Trejo y Paniagua, canonico della Cattedrale di Ávila; creato cardinale presbitero di San Pancrazio fuori le mura (titolo ricevuto nel giugno 1617) (morto nel febbraio 1630)
- Baltasar Moscoso y Sandoval, canonico della Cattedrale di Toledo; creato cardinale presbitero di Santa Croce in Gerusalemme (titolo ricevuto nell'agosto 1630) (morto nel settembre 1665)
- Carlo de' Medici, fratello minore di Cosimo II, granduca di Toscana; creato cardinale diacono di Santa Maria in Domnica (diaconia ricevuta nel maggio 1616) (morto nel giugno 1666)
- Vincenzo II Gonzaga, fratello minore di Ferdinando I, duca di Mantova; creato cardinale diacono (nel settembre 1616, venne deposto dal cardinalato per essersi sposato) (morto nel dicembre 1627)
- Giulio Savelli, referendario dei Tribunali della Segnatura Apostolica di Giustizia e di Grazia; creato cardinale presbitero di Santa Sabina (morto nel luglio 1644)
- Alessandro Orsini, chierico di Roma; creato cardinale diacono di Santa Maria in Cosmedin (morto nell'agosto 1626)
- Melchior Khlesl, vescovo di Vienna; cardinale presbitero (riservato in pectore, pubblicato nell'aprile 1616, col titolo di San Silvestro in Capite conferito nel novembre 1623) (morto nel settembre 1630)

## 19 settembre 1616 (VII)
- Alessandro Ludovisi, arcivescovo di Bologna; creato cardinale presbitero di Santa Maria in Traspontina (titolo ricevuto nel dicembre 1618); poi eletto papa con il nome di Gregorio XV il 9 febbraio 1621 (morto nel luglio 1623)
- Ladislao d'Aquino, vescovo di Venafro, governatore di Perugia; creato cardinale presbitero di Santa Maria sopra Minerva (morto nel febbraio 1621)
- Ottavio Belmosto, vescovo emerito di Aleria, prelato della S.C. della Consulta; creato cardinale presbitero di San Carlo ai Catinari (morto nel novembre 1618)
- Pietro Campori, precettore generale dell'Ospedale di Santo Spirito in Sassia (Roma); creato cardinale presbitero di San Tommaso in Parione (morto nel febbraio 1643)
- Matteo Priuli, patrizio veneziano, camerlengo d'onore di Sua Santità; creato cardinale presbitero di San Girolamo degli Schiavoni (morto nel marzo 1624)
- Scipione Cobelluzzi, segretario dei brevi ai Principi, protonotario apostolico; creato cardinale presbitero di Santa Susanna (morto nel giugno 1626)

## 26 marzo 1618 (VIII)
- Henri de Gondi; vescovo di Parigi; creato cardinale presbitero (morto nell'agosto 1622, senza essersi mai recato a Roma per ricevere il titolo)
- Francisco Gómez de Sandoval y Rojas, favorito (valido) di Filippo III, re di Spagna; creato cardinale presbitero di San Sisto (titolo ricevuto nel marzo 1621) (morto nel maggio 1625)

## 29 luglio 1619 (IX)
- Ferdinando d'Austria, infante di Spagna, figlio di Filippo III, re di Spagna; creato cardinale diacono di Santa Maria in Portico Octaviae (morto nel novembre 1641)

## 11 gennaio 1621 (X)
- Francesco Cennini de' Salamandri, patriarca titolare di Gerusalemme dei Latini, vescovo di Amelia, nunzio apostolico in Spagna;creato cardinale presbitero di San Marcello (morto nell'ottobre 1645)
- Guido Bentivoglio, arcivescovo titolare di Colossi, nunzio apostolico in Francia; creato cardinale presbitero di San Giovanni a Porta Latina (morto nel settembre 1644)
- Pietro Valier, arcivescovo di Creta, nunzio apostolico nel Granducato di Toscana; creato cardinale presbitero di San Salvatore in Lauro (morto nell'aprile 1629)
- Eitel Friedrich von Hohenzollern-Sigmaringen, prevosto in Colonia, camerlengo d'onore di Sua Santità; creato cardinale presbitero di San Lorenzo in Panisperna (morto nel settembre 1625)
- Louis de Nogaret de La Valette d'Epernon, arcivescovo eletto di Tolosa; creato cardinale diacono di Sant'Adriano al Foro (diaconia ricevuta nel novembre 1623) (morto nel settembre 1639)
- Giulio Roma, referendario dei Tribunali della Segnatura Apostolica di Giustizia e di Grazia, governatore di Perugia; cardinale presbitero di Santa Maria sopra Minerva (morto nel settembre 1652)
- Cesare Gherardi, referendario dei Tribunali della Segnatura Apostolica di Giustizia e di Grazia; creato cardinale presbitero di San Pietro in Montorio (morto nel settembre 1623)
- Desiderio Scaglia, O.P., commissario della S.C. dell'Inquisizione; creato cardinale presbitero di San Clemente (morto nell'agosto 1639)
- Stefano Pignatelli, protonotario apostolico, canonico della Basilica Vaticana; creato cardinale presbitero di Santa Maria in Via (morto nell'agosto 1623)
- Agostino Spinola, protonotario apostolico; creato cardinale diacono dei Santi Cosma e Damiano (diaconia ricevuta nel dicembre 1623) (morto nel febbraio 1649)

## Fonti
- (EN) Current and historical information about the Bishops and Dioceses of the Catholic Hierarchy around the world, su catholic-hierarchy.org.
- (EN) Salvador Miranda, Paul V, su fiu.edu – The Cardinals of the Holy Roman Church, Florida International University. URL consultato il 1º agosto 2015.